# Huijbregt van de Venne
Huijbregt van de Venne, ook Hubertus of Hubrecht van de Venne genoemd, (Den Haag, ca. 1634-1635 – tussen 1682 en 1702) was een Nederlands schilder.
Hij was een zoon en leerling van Adriaen Pietersz. van de Venne en broer van Pieter van de Venne. Hij kreeg zijn opleiding van zijn vader, die zelf een vooraanstaand schilder was. Hij ontwikkelde zich tot schilder, met een specialisatie in grisailleschilderkunst. Vanaf 1660 was hij actief in Den Haag, waar hij in 1665 lid werd van de Confrerie Pictura. 